# Волны на поверхности жидкости

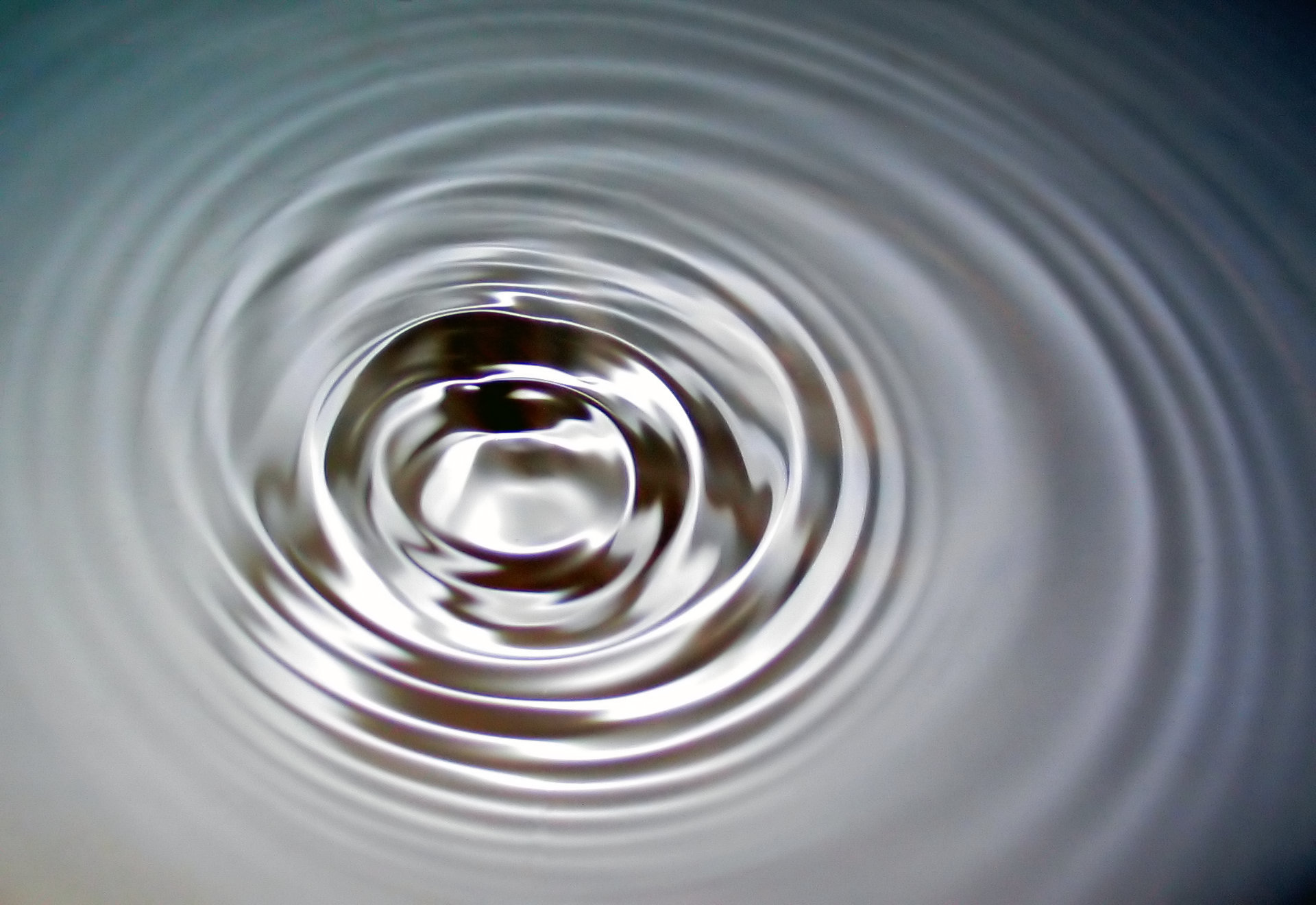
Волны на воде

Во́лны на пове́рхности жи́дкости — название разнообразных волн, возникающих на поверхности раздела между жидкостью и газом или жидкостью и жидкостью. Волны на поверхности жидкости различаются принципиальным механизмом колебания (капиллярный, гравитационный и т. д.), что приводит к различным законам дисперсии и, как следствие, к различному поведению этих волн.
Нижняя часть волны называется подошвой, верхняя — гребнем.
Высота волны (вертикальное расстояние от подошвы до гребня) обозначается латинской буквой h, длина (горизонтальное расстояние от гребня до гребня) — греческой строчной буквой λ. Если глубина водоема сравнима с высотой волны, то во время движения волны гребень опережает подошву, наклоняясь вниз под действием силы тяжести, затем волна разбивается, и высота волны уменьшается.
Явление на море, когда волны с большой силой и высоким уровнем звука разбиваются о берег, называется прибоем (морским прибоем).
Известным видом активного отдыха является катание на водной доске (сёрфинге, виндсёрфинге), водных лыжах, яхтах, моторных лодках по волнам.
В некоторых плавательных бассейнах с помощью различных лагун создаются искусственные волны.
Образование волн на поверхности жидкости называется волнением.
Ниже перечислены основные типы волн на воде, а также некоторые конкретные их проявления, имеющие собственные названия
- цунами
- гравитационные волны на воде
  - гравитационные волны на мелкой воде
  - гравитационные волны на глубокой воде
  - корабельные волны
  - взбросы
  - волны-убийцы
  - береговые волны (?)
- Бор
- ветровые волны
  - зыбь (после прекращения действия ветра)
- капиллярные волны
- волны Фарадея

Разновидностью волн в жидкостях также являются внутренние волны.